# Satanta
Satanta, o Set'tainte (Ós Blanc), (1830-1878) va ser un cap kiowa que va negociar als tractats de Little Arkansas (1865) i Medicine Lodge (1868). De l'estiu del 1870 al del 1871 va dirigir una campanya contra els blancs a Texas. Empresonat a Fort Still, fou condemnat a mort però alliberat el 1873, s'escapà i s'uní a Quanah Parker fins que fou capturat novament el 1874. Es va suïcidar a Texas, on era presoner, el 1878.

## Orador i guerrer
Satanta va ser un dels líders més coneguts de la seva tribu durant els anys 1860-1870, conjuntament amb Dohasan, mort el 1866. També era cèlebre tant per les seves proeses com a guerrer, com per les seves dots d'oratòra. Va ser un dels caps que va negociar diversos tractats amb el govern nord-americà durant els anys 1860, incloent el Tractat de Little Arkansas (1865) i el Tractat de Medicine Lodge (1867). En aquest últim, Satanta va acordar amb les autoritats estatunidenques el trasllat dels kiowas a una reserva. Tot i així la tribu no es va moure de lloc i Satanta va ser fet presoner pel general George Custer i retingut com a ostatge fins que es va produir la retirada forçada de la seva gent a la reserva.

## Primera batalla de Adobe Wall
La història ha recordat Satanta gràcies al seu paper com a sots-cap de Dohasan a la Primera Batalla de Adobe Walls. Mentre que Dohäsan, ajudat per Satank i Guipago, estava al comandament de les forces combinades de kiowa, kiowa-apatxe i comanxe que es van oposar a Kit Carson i les seves forces de Nou Mèxic el novembre de 1864, es recorda a Satanta per haver-lo assistit hàbilment en diferents accions que van aconseguir expulsar els voluntaris Nou Mèxic i pel toc d'una corneta de l'exèrcit, que va confondre les tropes de Carson; els guerrers de Satanta van saber contrarestar les ordres de Carson, en un dia en què les tribus de les planures van aconseguir expulsar a un destacament de l'exèrcit dels Estats Units. Les forces índies reunides als campaments d'hiverb propers superaven per molt el destacament de l'exèrcit nord-americà, que es va acabar retirant en bon ordre.

## Tractat de Medicine Lodge

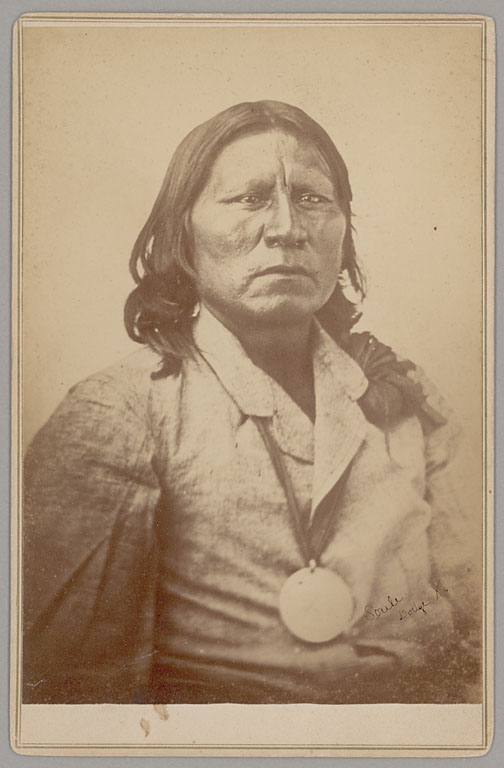
Satanta el 1870. fotografiat per William S. Soule.

A Medicine Lodge, Satanta, un home alt i musculós, se'l va conèixer amb el nom de l'orador de les planes, tot i que aquest apel·latiu més que no pas un elogi podria ser una burla dels seus discursos llargs; les referències dels documents publicades en articles del dia en què va parlar n'és l'unica font.
Igual que la majoria dels tractats de l'època, aquests acords van fracassar totalment. El tractat regulava els drets sobre les terres donades als kiowa, però els colons blancs van continuar travessant la frontera de les terres de kiowa i els membres de les tribus, descontents ja amb la disposició que va reduir el seu domini a una petita reserva, van continuar atacant assentaments i assetjant els immigrants. Aquesta situació, inestable en si mateixa, va empitjorar significativament amb la mort de Dohasan, el darrer cap kiowa (de tot el poble de Kiowa) el 1866.
Sense el seu lideratge personal vinculant, la unitat kiowa es va trencar en diferents subgrups. Tene-angopte i, a l'altra banda, Satanta i Guipago (Gui-pah-gho, Llop Perdut) es van enfrontar pel poder i per ocupar el seu lloc. La competència entre els tres va provocar una onada d'incursions a les planes del sud, des de Kansas fins a Texas durant la tardor de 1866 i fins al 1867.
En una ocasió, Satanta i un grup de guerrers kiowa-comanxe van fer una irrupció a Texas i, després de matar a James Box, van capturar a la seva dona i als quatre fills, que van vendre a l'exèrcit a Fort Dodge, Kansas.
Es diu que a Fort Dodge Satanta, que demanava licors, va beure de forma accidental medicaments per a animals i li van donar unes pastilles que encara el van fer trobar més malament. Com a venjança, Satanta va cremar el fenc que pertanyia al senyor Coryell davant del fort i també va matar a tres llenyataires.

## Fort Zarah
La fama de Satanta va créixer després de l'incident Box i gràcies també a un enfrontament reeixit que el va enfrontar amb la cavalleria nord-americana a prop del fort Zarah, Kansas, el 1867.
Després que un jove guerrer kiowa hagués estat assassinat al campament de civils prop del fort, la tribu es va concentrar per a venjar la seva mort. Satanta va aconseguir desactivar l'enfrontament, però, tanmateix, més tard, la cavalleria va atacar el campament dels kiowa. Satanta llavors en dirigí la defensa amb els seus guerrers, mentre que les dones i els nens es retiraven.

## La massacre de Washita
El 1868 el general Sheridan va planejar una gran operació militar dissenyada per a resoldre definitivamentt el problema de la incòmoda presència de nacions índies a les planes i el tienent coronel George Armstrong Custer va ser autoritzat a traslladar-se a la vall alta del riu Washita el desembre de 1868. Després de la massacre de xeienes comesa pel 7è de cavalleria de Custer el 27 de novembre de 1868 i la reacció dels indis (comanxe, kiowa i arapahos) amb la destrucció de l'esquadró del major J. Elliott, el 17 de desembre, Custer va cridar a Guipago i Satanta per a parlamentar. Tanmateix aquesta crida de Custer era una trampa i es caps indis van ser arrestats (van ser alliberats el febrer de 1869).

## La massacre de Salt Creek
El 1871, Satanta va liderar diversos atacs caravanes a Texas. Tanmateix l'assalt a la caravana d'Henry Warren el 18 de maig no va acabar com ell esperava. Immediatament abans d'aquest atac, els indis havien permès que una ambulància de l'exèrcit amb una petita guàrdia dins passés sense patir cap dany; a dins hi anava el general William Tecumseh Sherman. Sembla que Mamanti, el curander de la tribu, havia aconsellat als altres caps que esperessin un altre botí més ric.
La caravana havia intentat lluitar contra l'atac dels indis adoptant una formació circular, situant les mules al centre per a protegir-les. Tanmateix, els guerrers van acabar capturant tots els subministraments de la caravana i van matar i mutilar set dels defensors. No obstant això, cinc homes van aconseguir escapar. Tan aviat com el coronel Ranald S. Mackenzie es va assabentar de l'incident, va informar a Sherman i es van posar a buscar els guerrers responsables de la incursió.
En ser detingut, Satanta va presumir de la seva participació en l'incident, i de la participació també de Satank (Ós Assegut) i Ado-ete (Gran Arbre). Guipago va intentar alliberar els seus companys i, malgrat estar ben equipat amb rifles i revòlvers, va haver finalment de rendir-se davant la presència massiva de tropes nord-americanes. Sherman el va detenir personalment.

## Judici de Satanta i Ado-ete

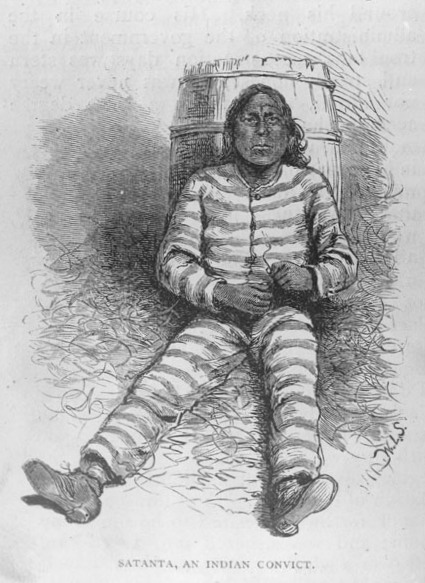
Il·lustració de William S. Soule que representa Satanta a la presó el 1870.

El general Sherman va dur a judici a Satanta, Ado-ete i Satank, convertint-los en els primers líders indis a ser jutjats per atacs en un tribunal nord-americà. Sherman va ordenar portar als tres caps kiowa a Jacksboro, Texas, per a jutjar-los per assassinat.
Satank no tenia cap intenció de deixar-se humiliar en un judici de blancs. Es va negar a entrar al transport i, després que els soldats li van llançar a dins per força, va amagar el cap sota la seva manta vermella (usada com a signe de la seva pertinença al Koitsenko, consell de guerrers kiowa). Pel que sembla, els soldats van creure que el vell cap volia amagar el rostre a causa de la humiliació, però en realitat s'estava rosegant els canells per aconseguir treure's les cadenes que li havien posat. Va començar a cantar la seva cançó de mort i, quan va tenir les mans lliures, va apunyalar a un dels seus guàrdies amb un ganivet que duia amagat a la roba aconseguint prendre-li el rifle. Satank va ser abatut a trets abans que pogués disparar.
Van deixar el seu cos tirat a la carretera i, malgrat el coronel Ranald S. Mackenzie va assegurar a la família que podien reclamar sense represàlies les restes de Satank, la seva gent va tenir por de la reacció de l'Exèrcit. El cos de Satank mai no van ser reclamat, i finalment els militars nord-americans el van enterrar a Fort Sill.
En el judici, Satanta va advertir sobre el que podia passar si acabava penjat: "Sóc un gran cap del meu poble. Si em mateu, serà com una espurna a la prada que desencadenarà un gran foc, un incendi terrible!". Satanta finalment va ser declarat culpable d'assassinat i condemnat a mort. El jutge Soward va ordenar que Setanta fos "traspassat al xèrif del comtat de Jack i penjat fins que estigui mort, mort, mort... i que Déu tingui pietat de la seva ànima". No obstant això, el mateix jutge també va escriure al governador de Texas Edmund J. Davis recomanant la commutació de la pena a presó perpètua.
El governador Davis, pressionat pels líders de l'anomenada política de pau quàquer, va decidir canviar la sentència de mort a la de cadena perpètua. Satanta va ser alliberat després de romandre dos anys captiu a la presó estatal de Huntsville de Texas.

## Darrers anys de Satanta

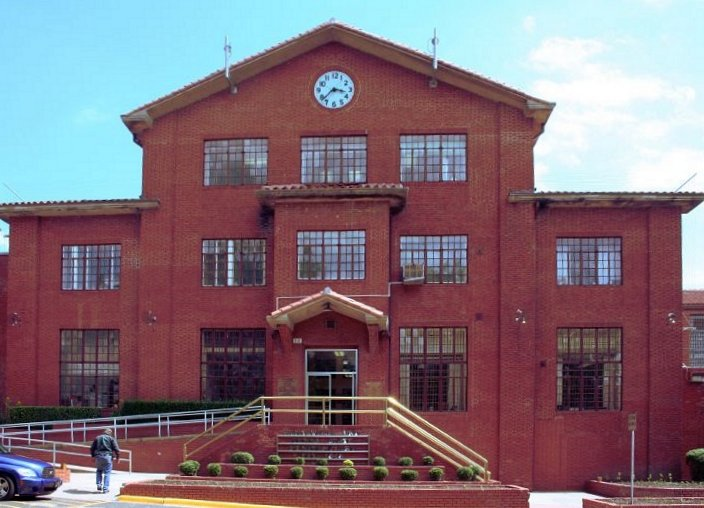
Presó de Huntsville, on Satanta va ser empresonat.

Després d'una llarga negociació amb els funcionaris del govern nord-americà, el 1872 Guipago va obtenir el permís per a reunir-se el seus companys Satanta i el jove Ado-ete a Saint Louis. Només després d'aquesta trobada i amb el compromís de les autoritats nord-americanes d'alliberar Satanta i Ado-ete, Guipago va acordar viatjar a Washington amb altres caps kiowa, comanxe, xeiene, arapahos, wichita i delaware per a parlar de pau amb el president Ulysses Simpson Grant. La delegació kiowa es va reunir a Washington el setembre de 1872 i va obtenir del comissari d'afers indis E.P. Smith la promesa que els dos presoners serien alliberats. Satanta i el seu company finalment van sortir de la presó el setembre de 1873, quan Guipago havia deixat clar a l'agent indi James M. Haworth que la seva paciència estava a punt d'acabar.
Poc després de l'alliberament Satanta, amb Ado-ete i Tsen-tainte (cavall blanc), es va veure involucrat en un atac contra caçadors de bisons i va participar en la incursió d'Adobe Walls. Els kiowa van negar que Satanta hagués estat involucrat en la confrontació, tot i que admetien que hi havia estat present. Sembla que simplement hauria lliurat la seva llança de guerra i altres símbols de comandament als homes més joves i agressius.
Però la seva presència a la batalla va violar la llibertat condicional, i el govern va demanar la seva detenció. Es va rendir l'octubre de 1874 i el van tornar a empresonar a la presó estatal de Huntsville, Texas. Els guàrdies van informar que Satanta, obligat a treballs forçats a la carretera, mirava durant hores els camps de caça tradicionals de la seva gent, i semblava desaparèixer. En el seu llibre, La història de Texas, Clarance Wharton parla de l'estada de Satanta a la presó:

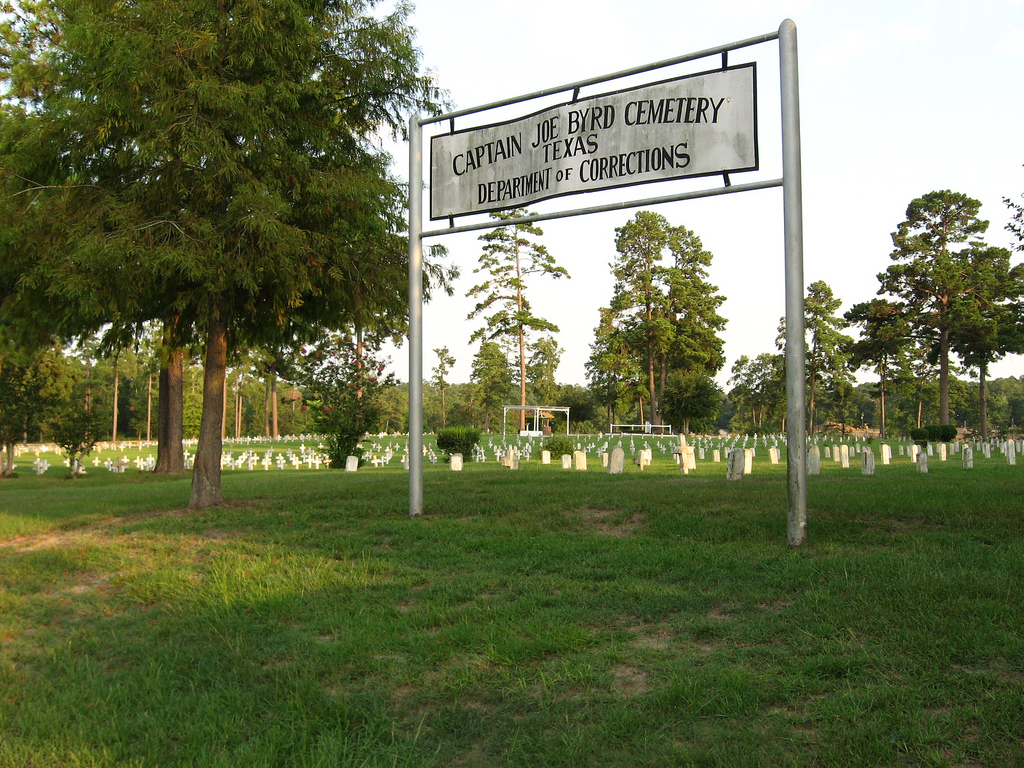
Cementiri de la presó de Huntsville, avui anomenat del Capità Joe Byrd, on hi van reposar les restes de Setanta fins al 1963.

"Després de tornar a la presó el 1874, no veia cap esperança d'escapar. Durant un temps va treballar en una cadena de presidiaris que va ajudar a construir la M.K. & T. Railway. Es va convertir en malhumorat i trencat d'esperit, i se'l veia durant hores mirant a trevés de les barres de la seva cel·la cap al nord, als terrenys de caça del seu poble."
Al final, decidit a no passar la resta de la seva vida a la presó, Satanta es va suïcidar l'11 d'octubre de 1878 llançant-se des d'una finestra de l'hospital de la presó.
Satanta va ser enterrat en un principi al cementiri de la presó de Huntsville. El 1963, el seu net, un artista anomenat James Auchiah, va rebre el permís per transferir les seves restes a Fort Sill, Oklahoma.
L'octubre del 2000, l'escut, l'arc i la seva funda, les fletxes i el carcaix de Satanda van ser retornats a Fort Sill, en una cerimònia on hi van ser presents el comandant de Fort Sill i els veterans del serveis armat kiowa.
El personatge de Blue Duck, de la novel de Larry McMurtry guanyadora del Premi Pulitzer, Lonesome Dove, es va basar parcialment en la vida i la mort de Satanta.
L'actor Rodolfo Acosta va interpretar a Satanta el 1959 en el tercer episodi de la sèrie wèstern de la televisió ABC, The Rebel, protagonitzada per Nick Adams.